# 象鼻法螺
象鼻法螺（学名：Lotoria lotoria）是法螺科梭法螺属的一個大型海螺貝殼物種。舊屬梭法螺属的一种，今屬象鼻法螺屬。

## 型態描述
本物種的螺殼最大可長達90—160（3.5—6.3英寸）。
貝殼呈黃橙色，有發達的粗瘤和縱脹肋，殼口上方有黑斑。

## 分佈及棲息地
本物種分佈於印度洋及西太平洋的熱帶海域和珊瑚礁，包括有：日本、台灣北部貢寮鄉的海岸和海底、龜山島、東部海域及澎湖的淺海岩礁、中国大陆的海南島及印度尼西亚，澳大利亞，以及印度洋的東非及阿拉伯半島東部。

## 化石紀錄

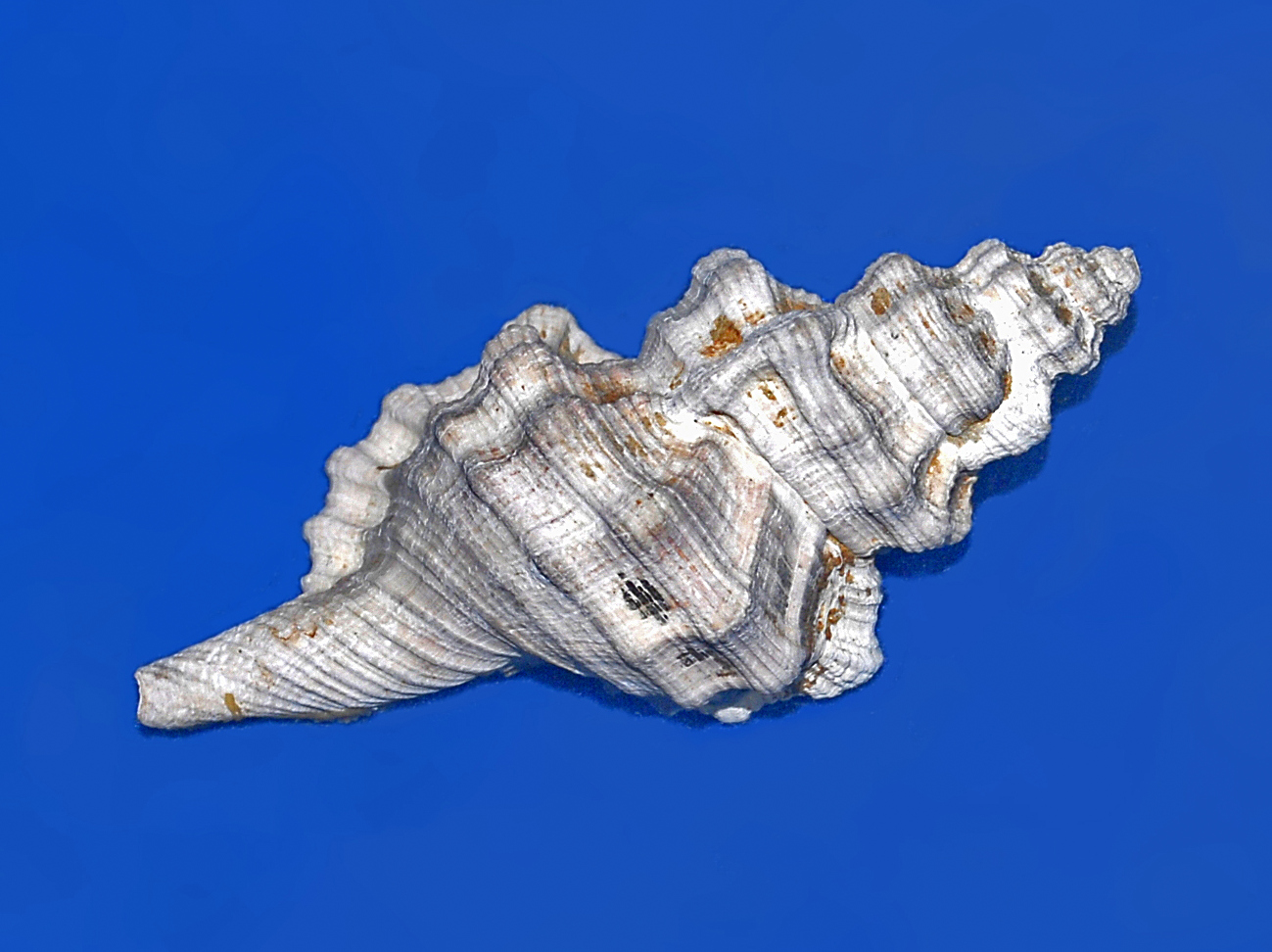
Fossil shell of Cymatium lotorium from Pliocene of Italy

梭法螺屬物種的化石紀錄可上溯至5580萬年前的始新世，但fossilworks指象鼻法螺屬並未有任何化石紀錄。

## 外部連結
- Conchology（页面存档备份，存于）